# Atys nonscriptus
Atys nonscriptus är en snäckart som först beskrevs av Arthur Adams 1850.  Atys nonscriptus ingår i släktet Atys och familjen Haminoeidae. Inga underarter finns listade i Catalogue of Life.